# Ceratoscopelus maderensis
Ceratoscopelus maderensis is een straalvinnige vis uit de familie van de lantaarnvissen (Myctophidae). De vis kan een lengte bereiken van 8 cm.

## Leefomgeving
Ceratoscopelus maderensis is een zoutwatervis die voorkomt in het diepe water van de Atlantische Oceaan en de Middellandse Zee, tot een diepte van 700 m.